# Losa de Nectanebo I
La Losa de Nectanebo I tallada en grauvaca, es una obra del Antiguo Egipto que representa al faraón Nectanebo I (379/8 – 361/0 a. C.), fundador de la XXX dinastía. Se encuentra en el Museo Británico de Londres desde 1766.

## Descripción
Es la sección rectangular de un panel arquitectónico que se remonta al reinado de Nectanebo I, en el siglo IV a. C.; ambos lados (uno bien conservado, el otro mucho menos) están decorados con escenas de ofrendas a los dioses. Las figuras se ubican sobre un zócalo grabado, decorado con finas hornacinas geométricas; el friso que remata la losa estaba originalmente tallado con una hilera de halcones de los que sólo se conservan las patas, mientras que el de la parte posterior ha desaparecido por completo (probablemente había una hilera de cobras solares erectas).

### Reverso
En el reverso el faraón aparece arrodillado, casi postrado con una pierna extendida hacia atrás, en presencia de un dios cuya imagen se encuentra sumamente dañada; detrás de él, otro dios con cabeza de animal gira hacia la derecha (aquí la escena se detiene: esta última deidad probablemente también recibió el homenaje del faraón). La inscripción jeroglífica identifica al gobernante como Nectanebo I. Los grandes daños reportados en este lado de la losa son de diversa naturaleza y se remontan a diferentes épocas: las figuras que casi han desaparecido parecen haber sido cinceladas a propósito, mientras que las inscripciones están intactas; las partes salientes de la "cornisa" superior se eliminaron para uniformar la superficie de la losa, probablemente con vistas a una reutilización no identificada.

### Anverso
A excepción de dos agujeros no originales, la parte frontal se encuentra en excelente estado de conservación y permite apreciar la figura única del rey Nectanebo I arrodillado, presentando una barra de pan; es la pose tradicional de los faraones oferentes. El dibujo del físico de Nectanebo I (y especialmente el pecho, el torso y el abdomen con un ombligo profundo, suavemente representados) es típico del arte egipcio desde finales de la XXV dinastía. Los dedos de las manos largos y afilados son más típicos de la XXX dinastía. Un elemento notable de la efigie del soberano es su cabeza cubierta por un casquete inusual complementado con el ureo real. El rostro, aguileño y con papada, grandes cuencas oculares redondas y nariz y labios delicados, tiene matices de extraordinario realismo: comúnmente se considera un retrato fiel y veraz de Nectanebo I (de hecho, parece muy similar al menos en otros dos hallazgos).